# Colom muntanyenc de Seram
El colom muntanyenc de Seram (Gymnophaps stalkeri) és una espècie d'ocell de la família dels colúmbids (Columbidae) que habita els boscos de l'illa de Seram.